# Palline notera
Palline notera é uma espécie de gastrópode da família Charopidae.
É endémica de Palau.